# Сікорський Петро Максимович
Петро Максимович Сікорський (* - † ?) - підполковник Армії УНР.

## Біографія
Останнє звання у російській армії — поручик.
З весни 1918 р. служив в Окремій Запорізькій дивізії Армії УНР, згодом — Армії Української Держави. У 1919 р. — командир Гайдамацької кінної сотні 3-го Гайдамацького полку, з травня 1919 р. — 6-ї Запорізької дивізії Дієвої армії УНР. 
Учасник Першого Зимового походу, командир Гайдамацького кінного дивізіону Збірної Запорізької дивізії. У 1921 р. — командир Окремого кінно-кулеметного дивізіону Окремої кінної дивізії Армії УНР.
У 1920—30-х рр. жив на еміграції у Польщі. 
Подальша доля невідома.